# José Pacheco Pereira
José Álvaro Machado Pacheco Pereira (ur. 6 stycznia 1949 w Porto) – portugalski historyk, profesor akademicki, a także polityk, deputowany, poseł do Parlamentu Europejskiego (od 1999 do 2004).

## Życiorys
Ukończył studia historyczne na Universidade do Porto. Zajął się działalnością naukową jako wykładowca na macierzystej uczelni. Obejmował też stanowiska profesora w innych placówkach naukowych, m.in. w lizbońskim instytucie uniwersyteckim ISCTE. Zajmował się również działalnością publicystyczną.
W młodości działał w organizacjach marksistowsko-leninowskich. Po rewolucji goździków zaczął prezentować bardziej umiarkowane poglądy. W 1988 wstąpił co centroprawicowej Partii Socjaldemokratycznej. W latach 1987–1999 z jej ramienia sprawował mandat posła do Zgromadzenia Republiki, był m.in. przewodniczącym frakcji parlamentarnej PSD.
W 1999 uzyskał mandat posła do Parlamentu Europejskiego V kadencji. Należał do grupy chadeckiej, pracował w Komisji Spraw Zagranicznych, Praw Człowieka, Wspólnego Bezpieczeństwa i Polityki Obronnej. W PE zasiadał do 2004, przez całą kadencję pełniąc funkcję wiceprzewodniczącego.
Krótko zajmował stanowisko ambasadora Portugalii przy UNESCO. Powrócił później do pracy publicystycznej (m.in. w pismach "Público" i "Sábado"). W wyborach w 2009 ponownie z listy PSD wybrany do parlamentu krajowego.